# Museo de Física
El Museo de Física   del Departamento de Física de la Facultad de Ciencias Exactas de la Universidad Nacional de La Plata es un museo de ciencia de tipo histórico-participativo, creado en 1994 y puesto en funcionamiento desde 1998. Su objetivo original fue la conservación y difusión del patrimonio conformado por aproximadamente 3000 instrumentos de demostración de Física adquiridos a una firma alemana en los inicios del Instituto de Física de la Plata, a principios de 1900, y una biblioteca de libros anteriores a 1912. Está ubicado en el Paseo del Bosque de la ciudad de La Plata, Argentina, dentro del Campus Universitario de la UNLP. 
Su misión es "ser difusor  del patrimonio histórico que compone su acervo y funcionar como un centro participativo de ciencia. Se propone despertar inquietudes y curiosidad sobre los fenómenos naturales que la física aborda, apelando a la capacidad de asombro mediante experiencias participativas."
Cuenta con una sala de exhibición con cientos de instrumentos centenarios que ofrecen una mirada desde la física hacia los fenómenos naturales: movimientos, luz, sonido, electricidad, magnetismo, calor, radiactividad, incluyendo tecnología, arte e historia. Algunos equipos son puestos en funcionamiento durante las visitas del público, mientras que otros se muestran a través de videos, imágenes y textos. 

## Historia
El Museo de Física fue creado a partir de una colección de instrumentos científicos de demostración de la disciplina. La colección se inició en la época fundacional del actual Departamento de Física de la Facultad de Ciencias Exactas con los 2761 instrumentos de demostración que adquirió quien era en ese momento su director: Tebaldo Ricaldoni. Procedían de la firma alemana Max Kohl, habían sido diseñados para la enseñanza de todos los temas de la física del momento. El origen del Museo se relaciona con un trabajo de investigación del filósofo e historiador de la ciencia Guillermo Ranea acerca de la importancia de la adquisición de equipamiento e instrumental científico para las primeras actividades de investigación en ciencias exactas en la Argentina, donde resaltaba la colección platense. Este trabajo atrajo la atención de físicas, físicos e historiadores locales acerca de la colección de instrumentos del Departamento de Física de la Facultad de Ciencias Exactas, perteneciente a la Universidad Nacional de La Plata. Profesoras y profesores del Departamento deciden entonces crear el Museo de Física, para resguardo y exhibición de esta colección hecho que se formalizó el 24 de noviembre de 1994. El Museo comenzó en 1998 a recibir visitantes de la comunidad educativa de modo regular. Actualmente es una institución educativa reconocida en la ciudad de La Plata y es una referencia para las y los docentes de ciencias de la región.

## Actividad docente
El Museo de Física desarrolla una importante actividad docente sobre conteidos de física para público general, ofreciendo clases en contexto educativo no formal para grupos de jóvenes de distintas edades, desde nivel inicial hasta clases de perfeccionamiento para profesores. Ha elaborado una propuesta que involucra "una mirada de la física diferente de la habitual en el curriculum tradicional, posicionado a la ciencia como una actividad humana en desarrollo y a la alfabetización científica1 como parte de la cultura, proponiendo una fuerte impronta experimental y el énfasis en la explicación de fenómenos naturales más que en contenidos o conceptos." 

## Museos a la Luz de la Luna
El Museo de Física participa de la Noche de los Museos, abriendo sus puertas en horario nocturno con actividades especiales desde 2008.  Desde 2012 participa de  “Museos a la luz de la luna”, que es organizado por la Red de Museos de la UNLP, con actividades de mucho impacto que incluyen obras de teatro científico y participación de otros actores tanto dentro de la comunidad académica y artística local como del público.

## Organización
El Museo funciona bajo la coordinación de un equipo de gestión, compuesto por una directora, una museóloga, una restauradora y una responsable del área de docencia. Está estructurado en áreas:
● DIRECCIÓN
● ÁREA DE MUSEOLOGÍA
● ÁREA DE DOCENCIA
● ÁREA DE CONSERVACIÓN Y RESTAURACIÓN

## Publicaciones
De modo colaborativo, docentes del Museo de Física han escrito tres libros:
Cero absoluto – Curiosidades de Física
Polo Sur – Experiencias de Electromagnetismo
Luz verde – Miradas y enfoques sobre la luz

## Infraestructura
Cuenta con una Sala de Exibiciones, que es la única parte visitable del Museo, varios depósitos, un taller de restauración, oficinas y otras dependencias. 

## Distinciones
El libro "Cero absoluto – Curiosidades de Física" recibió una Mención especial en el Premio Nacional a la Comunicación Pública de la Ciencia, la Tecnología y la Innovación 2010.
El Proyecto Física va a Marte, dirigido por el docente Sergio Bruno y del que participó el Museo de Física, recibió en 2022 el premio Peonza de Oro por actividades de ciencia diseñadas para ser realizadas durante el aislamiento en la Pandemia de COVID-19.